# 聖抱神者シメオンの祝文
聖抱神者シメオンの祝文（せいほうしんしゃしめおんのしゅくぶん）とは、正教会の祈祷文の一つ。ハリストス（キリスト）を見るまでは死ぬことは無いと預言されていたシメオンが、神殿に連れて来られたイイスス・ハリストス（イエス・キリスト）を手に抱いた際に祈ったものとして、ルカによる福音書2章29節 - 30節に記されている。正教会の晩課の終結部分手前に誦されるか歌われるかする。
ヌンク・ディミティスはラテン語訳祈祷文に由来するカトリック教会などで用いられる題名表記であり、内容は同じである。ただし正教会ではこのラテン語由来の呼称は使われない。

## 祈祷文
- 日本語（ルビあり）: 主宰や今爾の言に循ひ爾の僕を安然として逝かしめ給ふ蓋我が目は爾の萬民の前に備へし救を見たり是れ異邦人を照すの光と爾がイズライリ民の榮なり。[2]

- 日本語（ルビなし）: 主宰や今爾の言に循ひ爾の僕を安然として逝かしめ給ふ蓋我が目は爾の萬民の前に備へし救を見たり是れ異邦人を照すの光と爾がイズライリ民の榮なり。[2]

- ギリシア語: Νῦν ἀπολύεις τον δοῦλόν σου, Δέσποτα, κατὰ τὸ ῥῆμά σου, ἐν εἰρήνῃ, ὅτι εἶδον οἱ ὀφθαλμοί μου τὸ σωτήριόν σου, ὃ ἡτοίμασας κατὰ πρόσωπον πάντων τῶν λαῶν, φῶς εἰς ἀποκάλυψιν ἐθνῶν, καὶ δόξαν λαοῦ σου Ἰσραήλ.[3]
- ラテン語:
- 教会スラヴ語: Ныне отпущаеши раба Твоего, Владыко, по глаголу Твоему с миром; яко видеста очи мои спасение Твое, еже еси уготовал пред лицем всех людей, свет во откровение языков, и славу людей Твоих Израиля.[4]